# Чукаево (Московская область)
Чукаево — деревня в Орехово-Зуевском муниципальном районе Московской области. Входит в состав сельского поселения Белавинское. Население — 13 чел. (2010).

## Расположение
Деревня Чукаево расположена в восточной части Орехово-Зуевского района, примерно в 28 км к юго-востоку от города Орехово-Зуево. Высота над уровнем моря 140 м.

## История
До отмены крепостного права жители деревни относились к разряду государственных крестьян. После 1861 года деревня вошла в состав Петровской волости Егорьевского уезда. Приход находился в селе Васютино.
В 1926 году деревня входила в Васютинский сельсовет Красновской волости Егорьевского уезда.
В 1994—2006 годы Чукаево входило в состав Белавинского сельского округа Орехово-Зуевского района.

## Население
В 1885 году в деревне проживало 281 человек, в 1905 году — 331 человек (145 мужчин, 186 женщин), в 1926 году — 256 человек (114 мужчин, 142 женщины). По переписи 2002 года — 27 человек (11 мужчин, 16 женщин).
| 1859 | 1868 | 1885 | 1905 | 1926 | 2002 | 2006 |
| ---- | ---- | ---- | ---- | ---- | ---- | ---- |
| 169  | ↗195 | ↗281 | ↗331 | ↘256 | ↘27  | ↘20  |
| 2010 |      |      |      |      |      |      |
| ↘13  |      |      |      |      |      |      |